# 聖母の死 (ブリューゲルの絵画)
『聖母の死』（せいぼのし、蘭: De ontslaping van Maria、英: The Dormition of the Virgin）は、初期フランドル派の巨匠ピーテル・ブリューゲルが1563-1565年ごろにオーク板上に油彩で製作した絵画で、『キリストと姦通女』 (コートールド美術館、ロンドン) とともに画家のグリザイユ技法による作品である。ヤコブス・デ・ウォラギネの『黄金伝説』に記述されている聖母マリアの死の場面を主題としている。作品は、イングランドのバンベリーにあるアプトン・ハウスに所蔵されている。画面下部右側にある小さな収納箱に「BRVEGEL」と署名されている。

## 作品

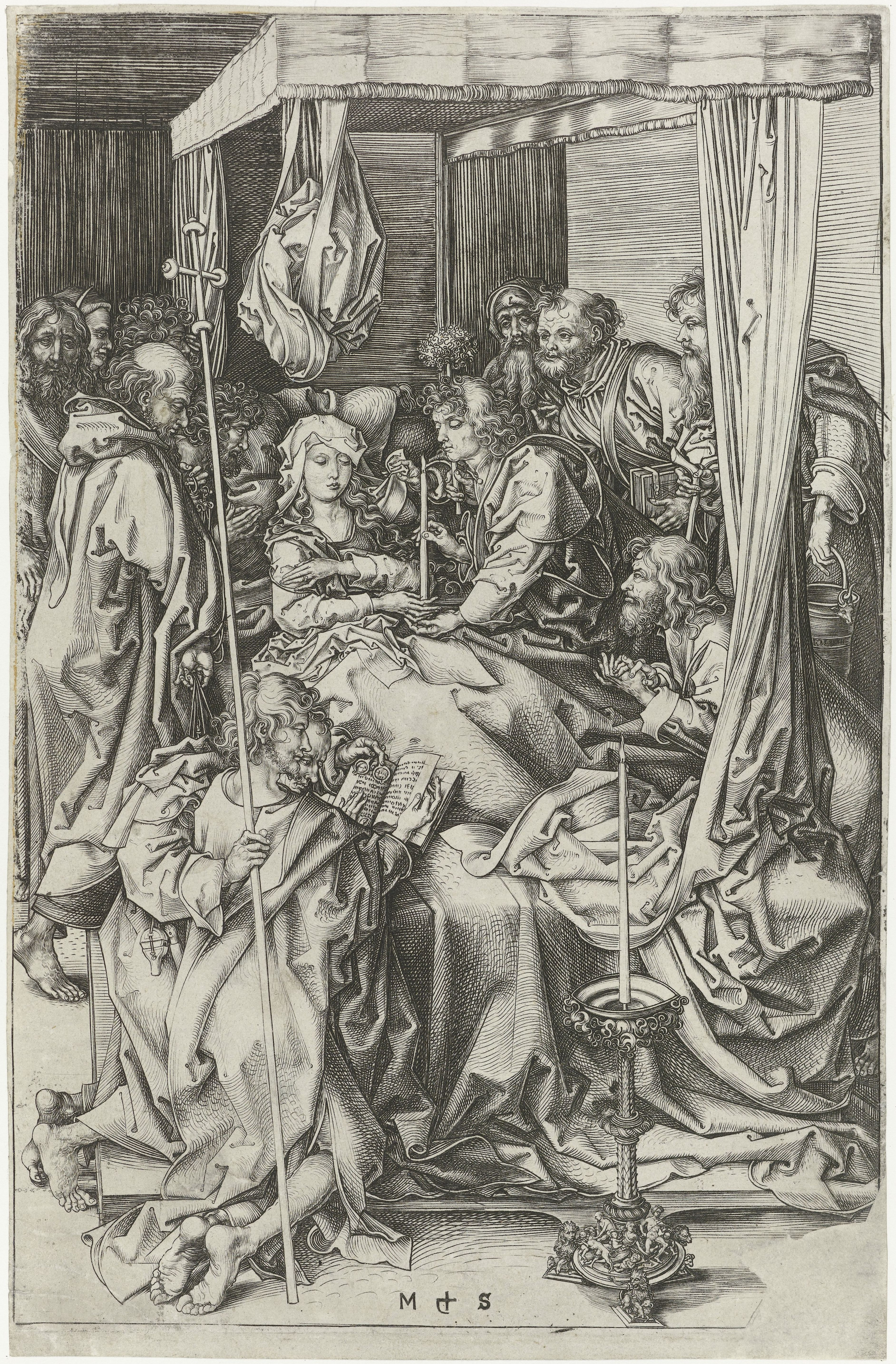
マルティン・ショーンガウアーの版画『聖母の死』 (1470-1490年)

画面では、聖母の臨終に際し、伝道中の使徒たちが奇跡的に集まり、聖母に別れを告げている。これは伝統的な主題で、ヨース・ファン・クレーフェ、ベルナルド・ファン・オルレイなど初期フランドル派の画家たちがブリューゲルに先立って作品を制作している。特にブリューゲルに影響を与えたと思われるのは、ドイツの画家・版画家マルティン・ショーンガウアーの版画『聖母の死』である。しかし、ブリューゲルの情景が先人画家たちの作品と違うところは、登場人物を12人の使徒たちに限定せず、族長、殉教者、修道士、一般の人々、子供までも集まっているところである。
聖母がベッドから身を起こし、右に立っている聖ペテロが差し出すロウソクを手にする。ベッドの左にいるマグダラのマリアが聖母の枕を整える中、聖母はベッドの下端に置かれた枕の上の十字架を見ている。
その周囲を使徒たちが囲み、さらに多くの信者たちが参集している。画面左側の暖炉の前には猫がいて、そのそばに眠っているのは聖ヨハネである。手前の椅子と丸テーブルをはさんで、聖母の死と聖ヨハネの眠りを結びつけるのはブリューゲルの着想である。画面は、聖母の死が実は苦痛を伴わない「聖母のお眠り」 (コイメーシス) であることを暗示している。
この作品の依頼者は、ブリューゲルの知友で地図製作者のアブラハム・オルテリウスであった。人文主義者のディルク・コールンヘルトらは本作に感動し、オルテリウスに版画化を所望した。ブリューゲルの死後、オルテリウスは彫版師のフィリップ・ハレに依頼して、銅版画をコールンヘルトを初めとする友人たちに贈った。
版画を受け取ったコールンヘルトは、礼状の中で「悲しみの描写の中に、嘆き、うめき声、鋭い叫び、どっと流れる涙の音を聞いたように思えます」と記し、「この悲しみに満ちた部屋を描いた素描ないし銅版画をほかに見ることができたでしょうか、いえ決してありませんでした」と絶賛している。こうした手紙は、ブリューゲルとアントウェルペンで活動していた人文主義者たちの交友関係を明らかにしている。